# Hiten Linea
L'Hiten Linea è una struttura geologica della superficie di Plutone.